# Chiesa di Saint-Louis-en-l'Île

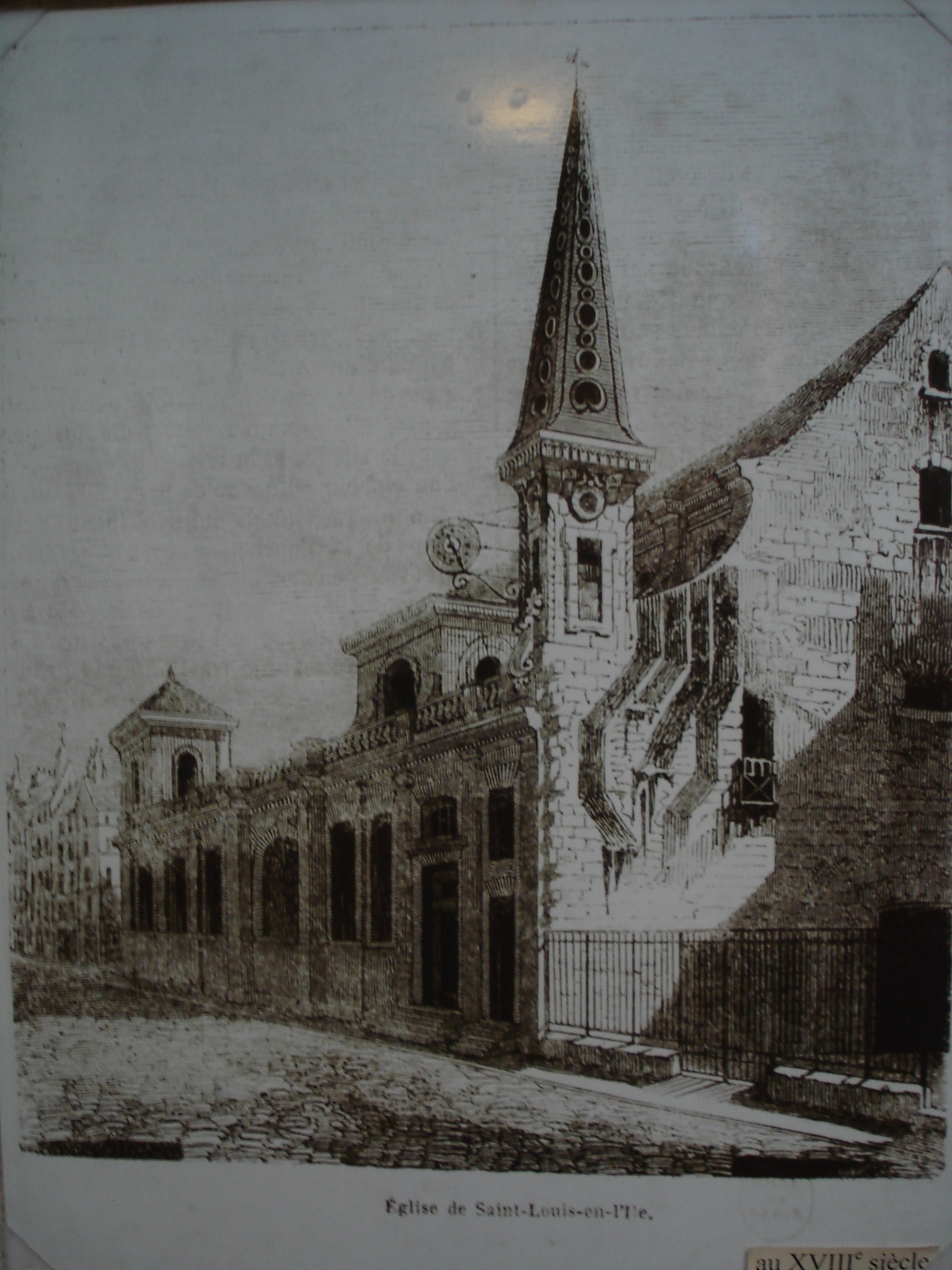
La chiesa in un disegno del XVIII secolo

La chiesa di San Luigi sull'Isola (in francese: église Saint-Louis-en-l'Île) è un luogo di culto cattolico situato nel IV arrondissement di Parigi, sull'Île Saint-Louis.

## Storia

### La prima chiesa
Dopo il riordino urbanistico dell'isola voluto nel 1614 da Luigi XIII di Francia, gli abitanti dell'isola facevano parte della parrocchia della vicina chiesa dei Santi Gervasio e Protasio, sulla sponda destra della Senna.
Nel 1623, gli abitanti dell'isola fecero richiesta al capitolo di Notre-Dame per avere un luogo di culto sull'isola stessa, e venne costruita una piccola cappella che presto divenne parrocchia a sé col nome di Notre-Dame-en-l'Île (in italiano: Nostra Signora sull'Isola) che poi fu mutato in Saint-Louis-en-l'Île a partire dal 1634. La chiesa aveva la facciata sulla strada principale dell'isola, con l'abside rivolta verso sud, e nei suoi pressi sorgeva un piccolo cimitero.

### La costruzione della nuova chiesa
A causa del rapido aumento della popolazione dell'isola, nel dicembre 1642 venne demolita la cappella di san Luigi, ormai troppo piccola, per costruire al suo posto una chiesa più grande.
Tuttavia, per mancanza di fondi, i lavori non furono cominciati che nel 1656. Il progetto fu affidato a Louis François Le Vau, che decise di cambiare l'orientamento della chiesa portandone l'abside verso est a discapito del cimitero che sorgeva accanto alla cappella e, quindi, facendola diventare parallela alla strada.
La prima pietra della chiesa venne posata il 1º ottobre 1664 alla presenza del cardinale Louis-Antoine de Noailles e dell'arcivescovo di Parigi Hardouin de Péréfixe de Beaumont e i lavori continuarono sotto la direzione di Le Vau sino alla sua morte nel 1676, quando la direzione dei lavori passò nelle mani dell'architetto Gabriel Le Duc, che progettò il coro. Quando Le Duc morì nel 1702, gli subentrò Pierre Bullet che portò la chiesa a compimento soltanto nel 1726.
La chiesa fu solennemente consacrata il 14 luglio 1726 dal vescovo di Grenoble Jean de Caulet.

### Periodo rivoluzionario
Nel 1785, il parroco di Saint-Louis Corentin Coroller aderì alla Costituzione civile del clero ma, nonostante questo, la chiesa venne chiusa nel 1791.
La chiesa venne saccheggiata, spogliata di tutti gli arredi che aveva e i metalli inviati alla Zecca; si salvarono soltanto le due statue del transetto raffiguranti Santa Genoveffa e la Madonna, trasformate rispettivamente in statue della libertà e uguaglianza. L'edificio divenne prima deposito di libri confiscati (in francese: dépôt littéraire), poi, nel 1798, fu venduto dallo stato ad un privato che permise al parroco Coroller, che nel 1795 aveva ritratto il suo giuramento alla Costituzione civile del clero, di celebrarvi clandestinamente.
Nella chiesa celebrò messa il 10 marzo 1805 papa Pio VII; per l'occasione, per coprire i danni della rivoluzione, le pareti vennero rivestite con ricchi arazzi provenienti dalla Manifattura dei Gobelins.
La chiesa venne riacquistata dal comune di Parigi nel 1817 e riaperta al culto. Rimase parroco di Saint-Louis Coroller sino al maggio del 1821.

### Periodo contemporaneo
Fra il 1864 e il 1888, ovvero data della sua morte, fu parroco di Saint-Louis Louis-Auguste Napoleone Bossuet, nipote del vescovo e teologo Jacques Bénigne Bossuet. Il parroco si occupò dell'abbellimento della chiesa e vendette la sua grande biblioteca di libri antichi per ricavare i fondi necessari per la realizzazione di addobbi e l'acquisto di opere d'arte.
Lo stesso parroco decise di acquistare un organo a canne per la chiesa che, a causa dell'incuria e del non utilizzo, è stato sostituito nel 2005 da un nuovo strumento donato dalla città di Parigi.
La chiesa è stata dichiarata il 20 maggio 1915 monumento storico di Francia e, ogni anno, vi si tengono concerti di musica classica.

## Descrizione

### Esterno
La chiesa di Saint-Louis-en-l'Île non ha facciata: il suo orientamento, infatti, non è perpendicolare, ma parallelo a Rue Saint-Louis en l'Ile, la strada su cui si affaccia.
L'ingresso alla chiesa avviene dalla navata sinistra, ed è costituito da un semplice portale in pietra privo di decorazioni. Alla sua destra si eleva il piccolo campanile in blocchi di pietra terminante con un'alta cuspide piramidale. Questo campanile, alto 30 metri, fu costruito nel 1740 dopo che quello precedente, posto all'incrocio del transetto con la navata e il coro, era stato colpito da un fulmine.
Le fiancate esterne della chiesa sono prive di decorazione e sono costituite da un'alternanza di grandi finestre e lesene in bugnato.

### Interno

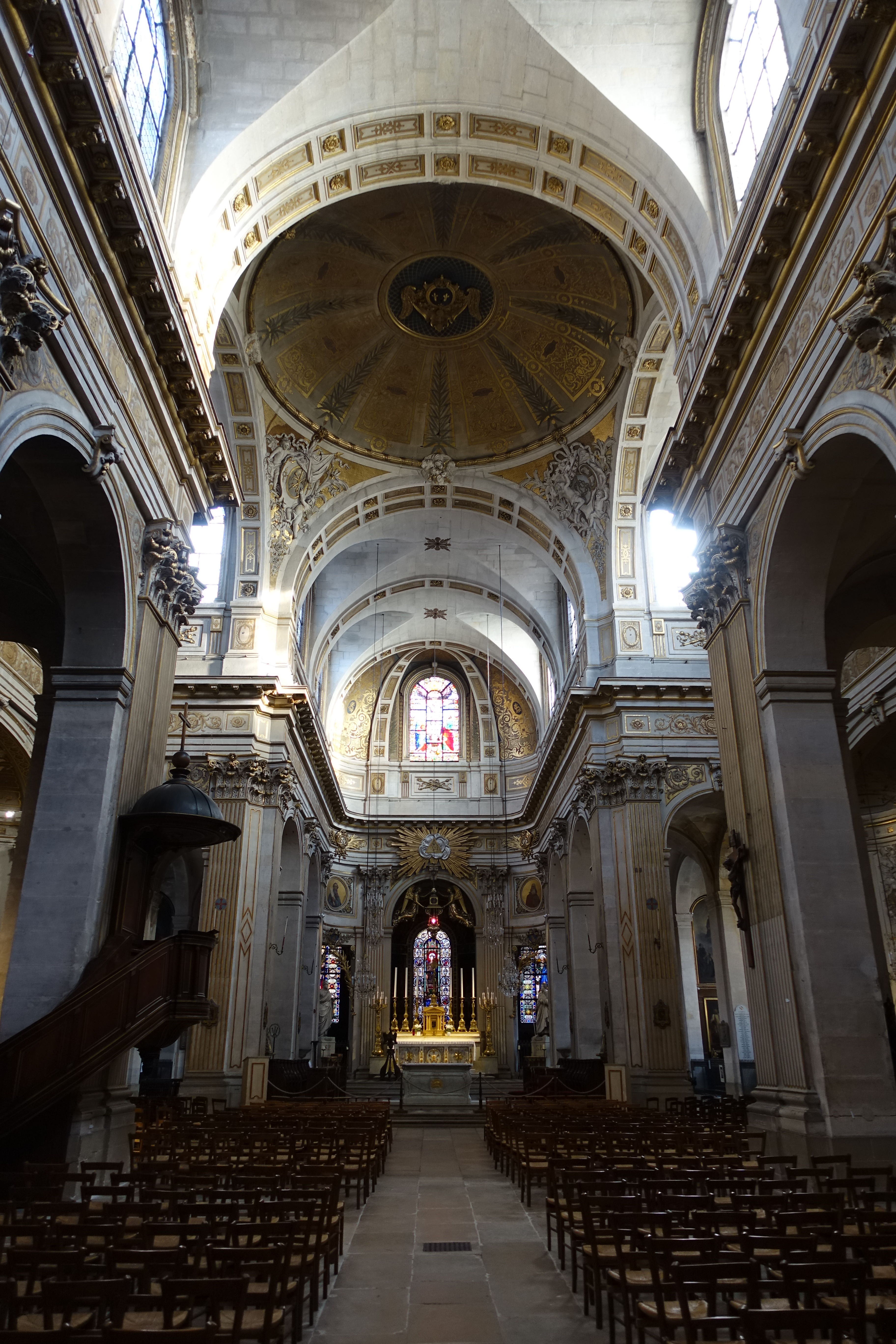
Interno

L'interno della chiesa è a croce latina con transetto posto a metà della chiesa. La navata centrale è affiancata da due navate laterali che continuano oltre il transetto e cingono anche il coro (architettura) ricongiungendosi dietro l'altar maggiore come a formare un deambulatorio lungo il quale si aprono nove cappelle laterali.
Tutte le volte della chiesa (a botte per navata centrale, transetto e coro, a crociera per le navate laterali) sono spoglie e decorate con semplici dorature lungo i bordi ad eccezione per la volta della piatta abside, decorata con mosaici floreali su sfondo dorato, e la cupola affrescata, al centro della quale si trova lo stemma del re di Francia circondato dal collare dell'Ordine dello Spirito Santo.
Sulle due pareti fondali del transetto si trovano due altari gemelli in marmo scuro con dorature. Essi accolgono le statue in stucco bianco raffiguranti la Madonna col Bambino (transetto di destra) e Santa Genoveffa (transetto di sinistra), opere di François Ladatte che le realizzò per la chiesa nel 1714. Al centro della navata centrale, inoltre, si trova un'altra statua, raffigurante San Luigi di Francia. Sui pilatri delle navate laterali, invece, vi sono dodici dipinti raffiguranti gli Apostoli. Nel battistero, si trovano otto pannelli dipinti di scuola fiamminga realizzati nel XV secolo.
Le vetrate policrome della chiesa furono realizzate fra il 1842 e il 1844 da Jean-Louis Bezard e Joseph Vigné, quelle del coro seguendo i cartoni di Pierre Jollivet.

### Organi a canne
Nella chiesa si trovano due organi a canne.
Lo strumento principale è situato sulla cantoria marmorea in controfacciata, e venne costruito nel 2005 dall'organaro Bernard Aubertin ispirandosi agli strumenti barocchi. Ha un totale di 51 registri suddivisi fra le tre tastiere di 56 note ciascuna e la pedaliera di 30; è a trasmissione meccanica integrale.
Nella prima cappella radiale di sinistra, si trova il secondo organo della chiesa, costruito nel 1965 da Gutschenritter. Lo strumento ha due tastiere di 56 note ciascuna ed una pedaliera di 30, per un totale di 20 registri.

## Galleria d'immagini

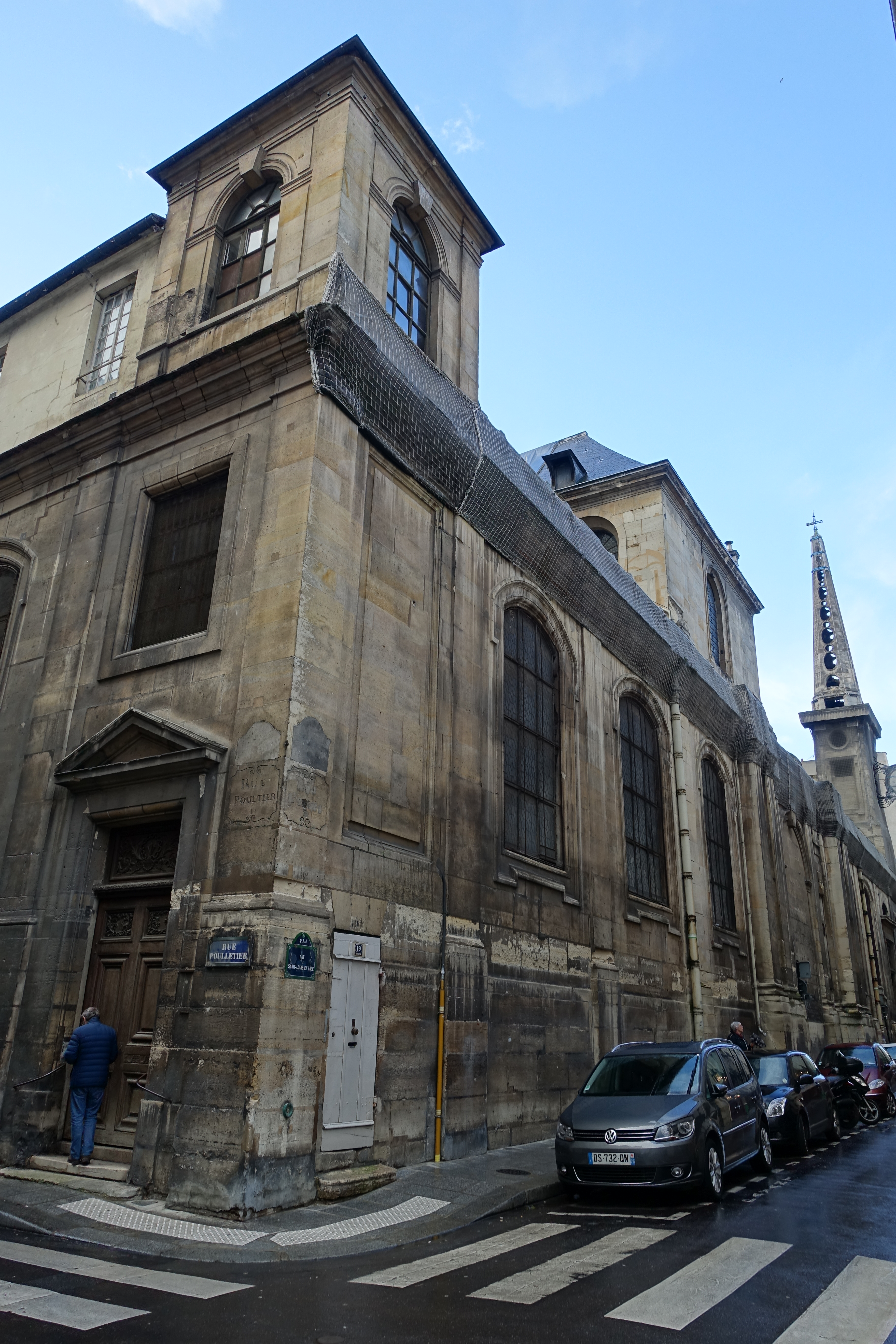
Fianco sinistro
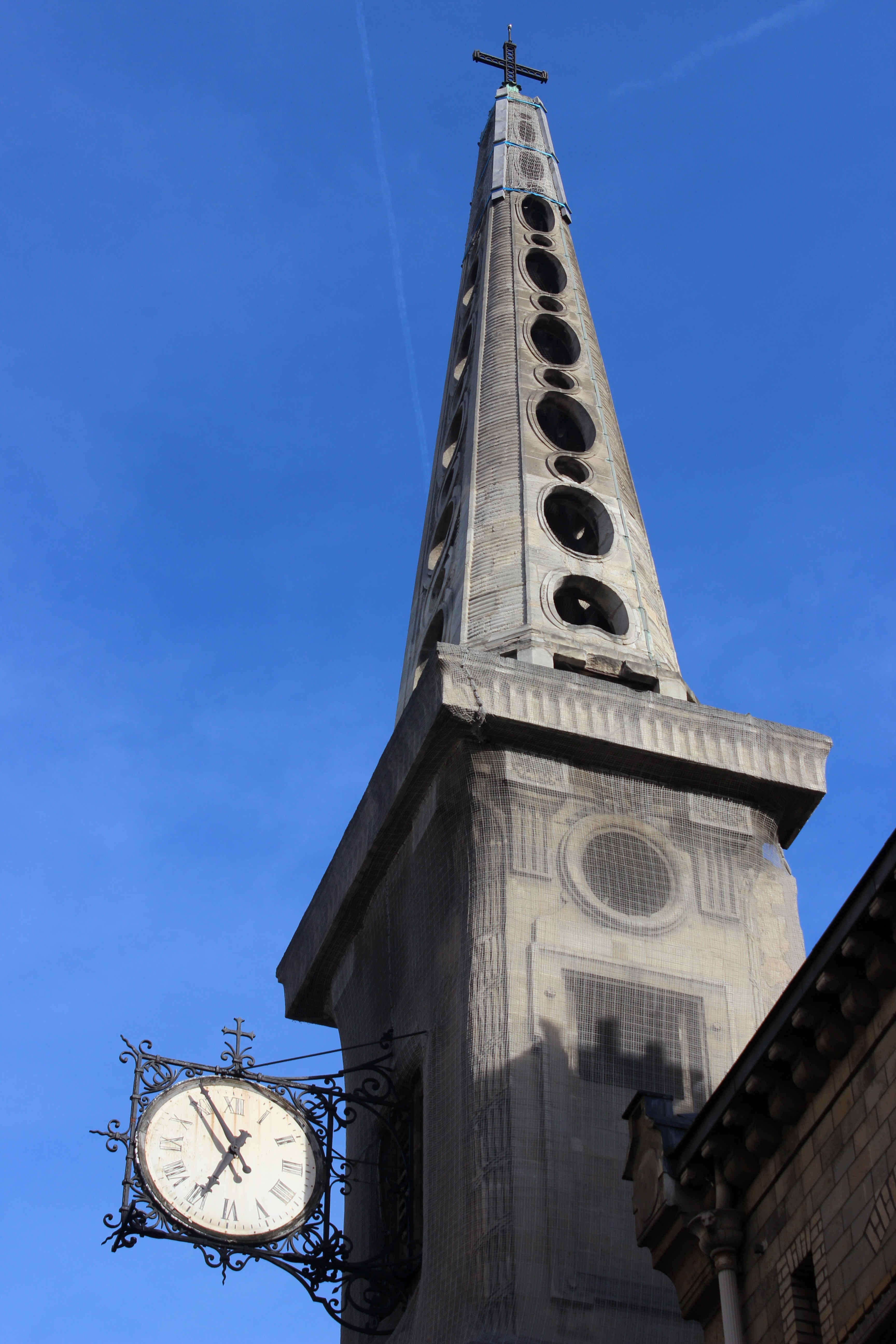
Il campanile e l'orologio
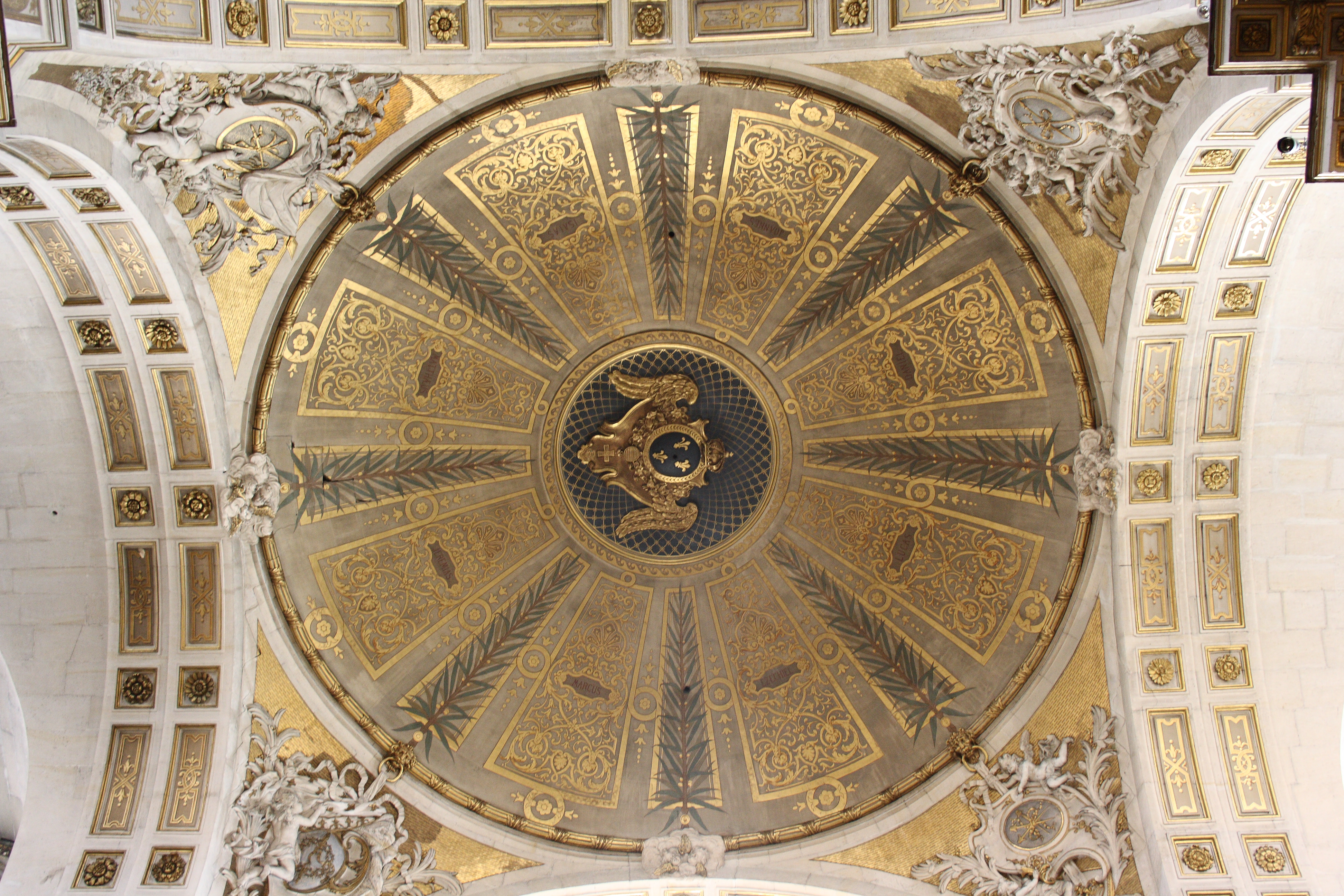
Interno della cupola
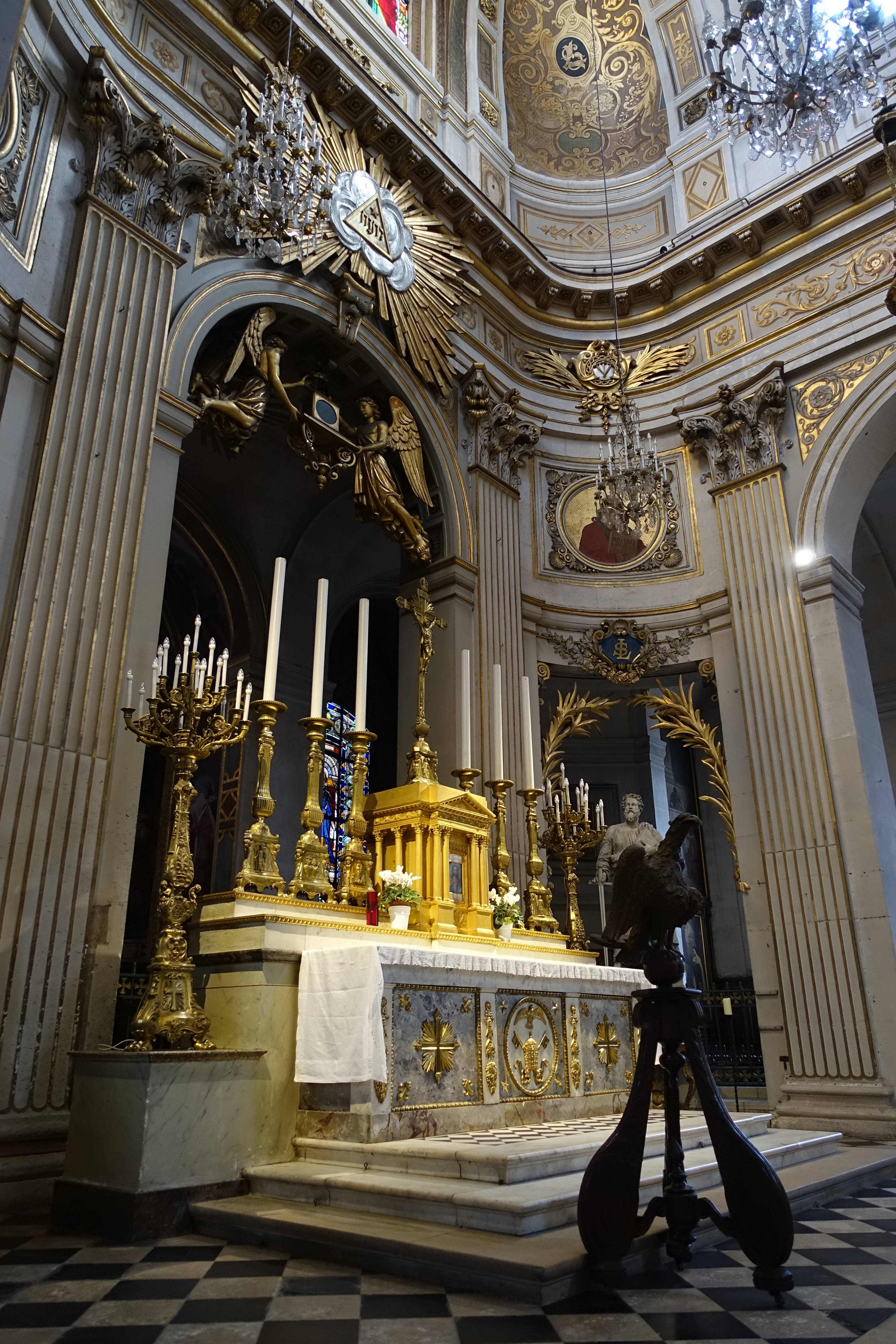
Altare maggiore barocco
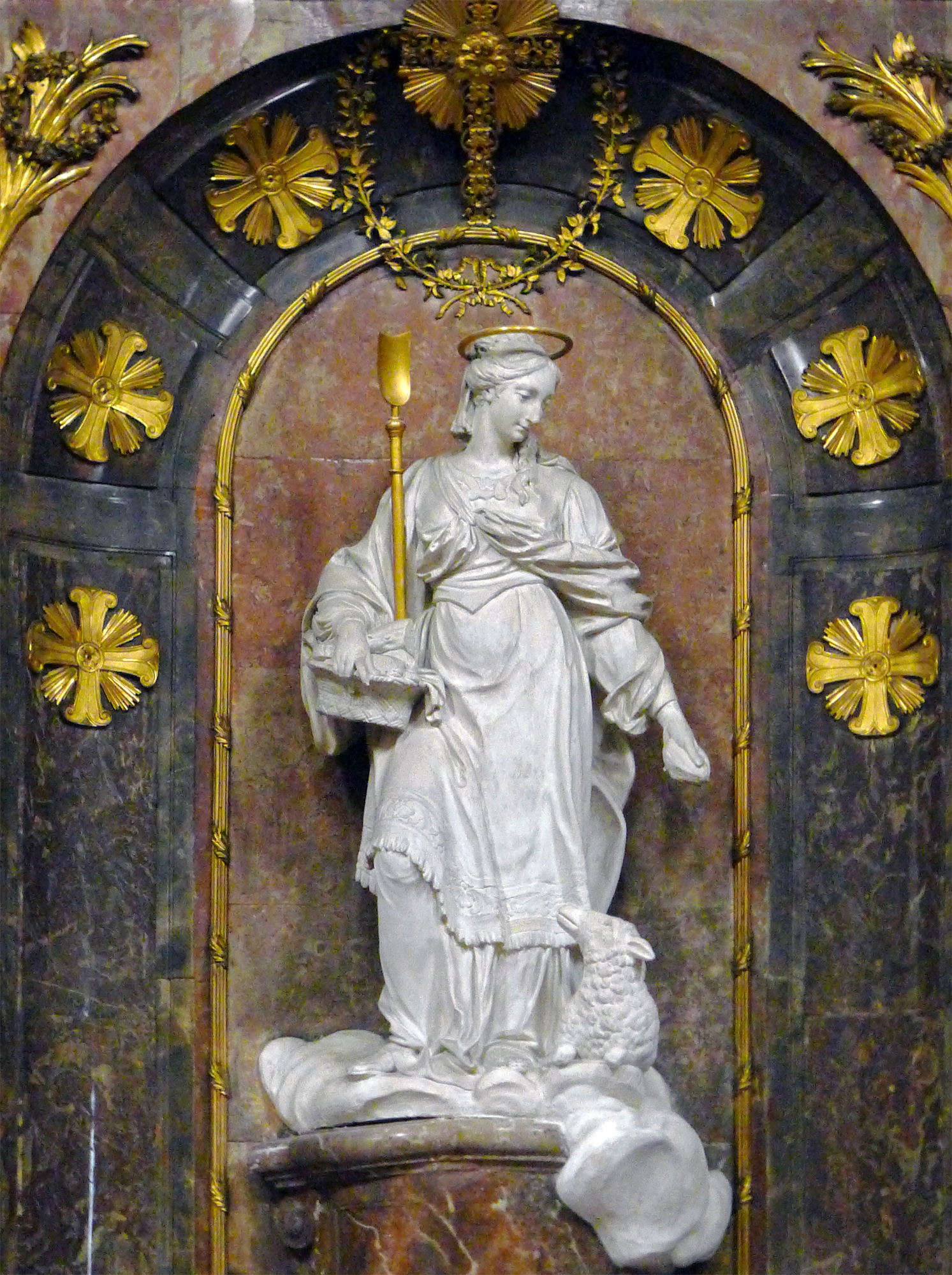
Francesco Ladatte, Santa Genoveffa (XVIII secolo)
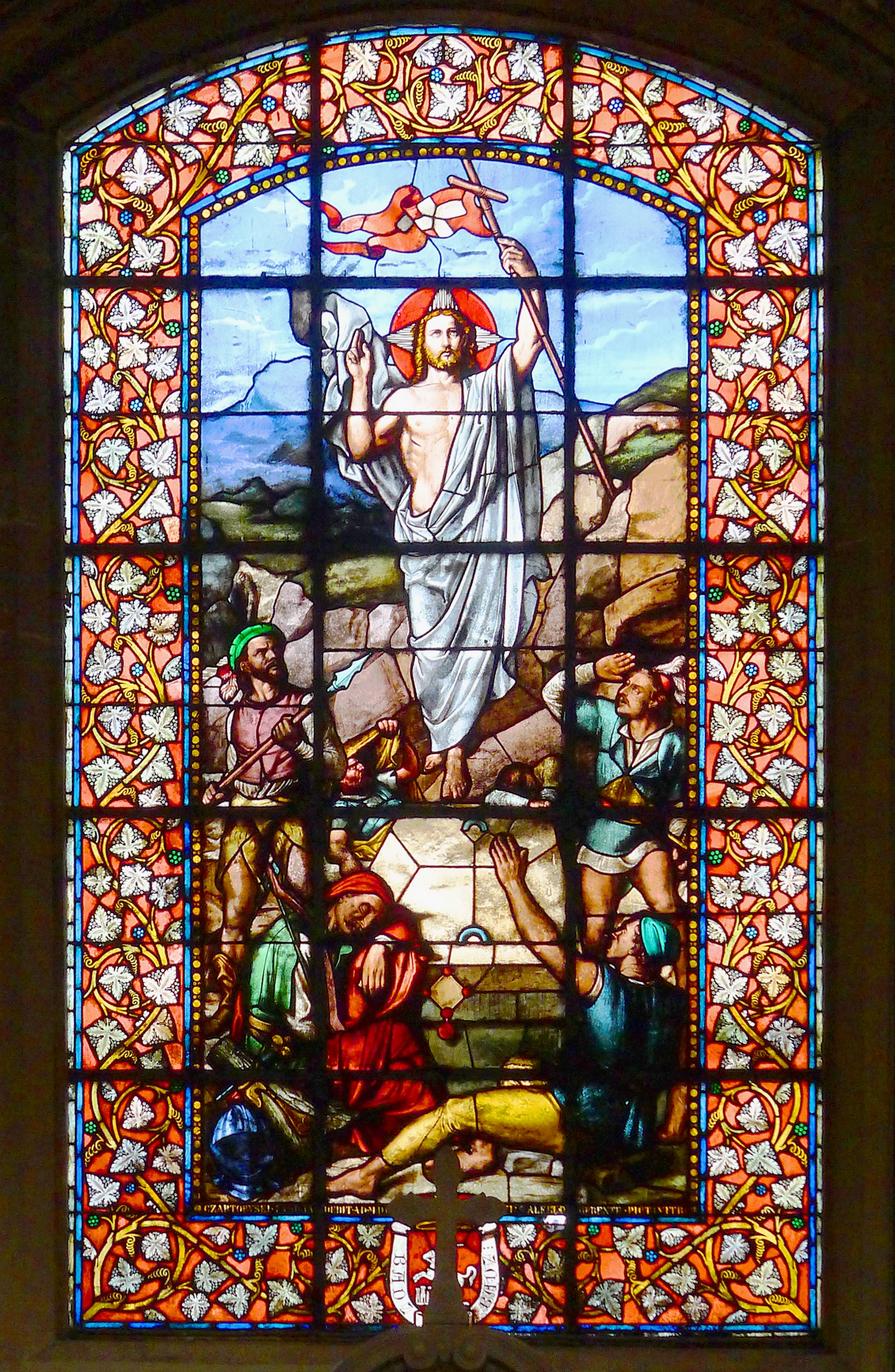
Vetrata con la Risurrezione di Cristo (XIX secolo)
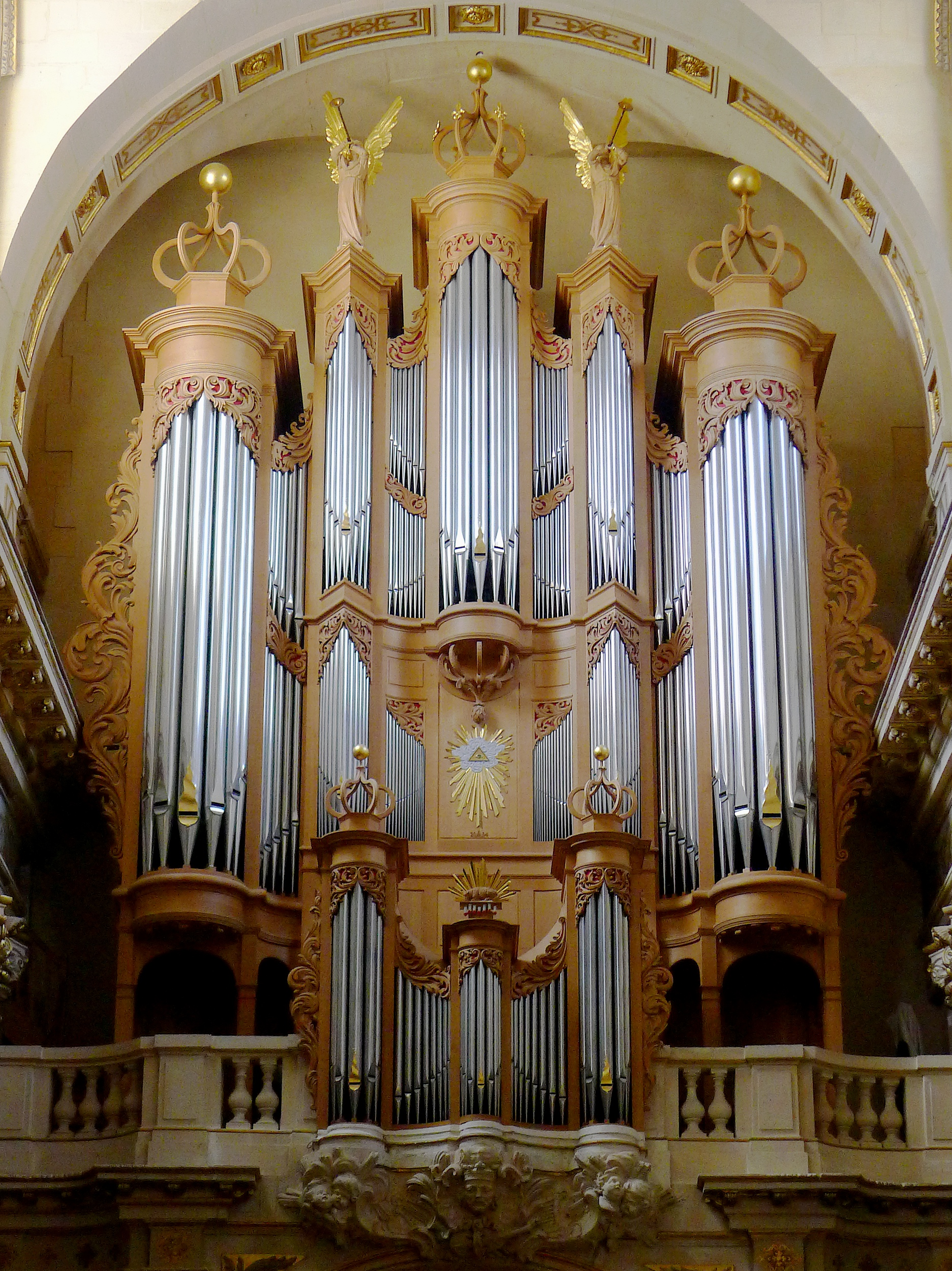
L'organo maggiore